# Христо Ілієв
Христо Ілієв (болг. Христо Илиев, 11 травня 1936, Софія — 24 березня 1974) — болгарський футболіст, що грав на позиції нападника. Заслужений майстер спорту Болгарії (1961).
Виступав за клуби «Левскі» та «Ботев» (Пловдив), а також національну збірну Болгарії, з якою був учасником чемпіонату світу та Олімпійських ігор.

## Клубна кар'єра
У дорослому футболі дебютував 1954 року виступами за команду «Левскі», в якій провів п'ять сезонів, взявши участь у 106 матчах чемпіонату. Більшість часу, проведеного у складі «Левскі», був основним гравцем атакувальної ланки команди і одним з головних бомбардирів команди, маючи середню результативність на рівні 0,46 гола за гру першості. За цей період він виграв три кубки Радянської Армії (1956, 1957, 1959), а у 1957 році, забивши 14 голів у групі «А», він став найкращим бомбардиром чемпіонату Болгарії.
Протягом 1959–1961 років захищав кольори клубу «Ботев» (Пловдив), після чого повернувся до «Левскі», за який відіграв ще 7 сезонів. У 1965 і 1968 роках він двічі став з ним чемпіоном країни, а в 1967 році виграв ще один Кубок Радянської Армії. Завершив кар'єру футболіста виступами за команду «Левскі» у 1968 році.

## Виступи за збірну
26 червня 1955 року дебютував в офіційних іграх у складі національної збірної Болгарії в товариському матчі проти Польщі (1:1). 
У складі збірної був учасником літніх Олімпійських ігор 1960 року в Італії, на яких зіграв у двох матчах, а також чемпіонату світу 1962 року у Чилі, зігравши в одному матчі проти Аргентини (0:1).
Останній матч за збірну провів 23 січня 1963 року проти Португалії (1:0) у Римі в рамках відбору на Євро-1964. Всього протягом кар'єри у національній команді, яка тривала 9 років, провів у її формі 24 матчі, забивши 9 голів.

### Статистика
| Матчі і голи за збірну | Матчі і голи за збірну | Матчі і голи за збірну | Матчі і голи за збірну | Матчі і голи за збірну | Матчі і голи за збірну | Матчі і голи за збірну |
| #                      | Дата                   | Місце                  | Суперник               | Рахунок                | Гол                    | Турнір                 |
| 1955                   | 1955                   | 1955                   | 1955                   | 1955                   | 1955                   | 1955                   |
| ---------------------- | ---------------------- | ---------------------- | ---------------------- | ---------------------- | ---------------------- | ---------------------- |
| 1.                     | 26.06.1955             | Софія, Болгарія        | Польща                 | 1:1                    | 0                      | товариський матч       |
| 1957                   |                        |                        |                        |                        |                        |                        |
| 2.                     | 23.06.1957             | Будапешт, Угорщина     | Угорщина               | 4:1                    | 0                      | Відбір на ЧС-1958      |
| 3.                     | 21.07.1957             | Софія, Болгарія        | СРСР                   | 0:4                    | 0                      | товариський матч       |
| 4.                     | 03.11.1957             | Софія, Болгарія        | Норвегія               | 7:0                    | 3                      | Відбір на ЧС-1958      |
| 5.                     | 25.12.1957             | Париж, Франція         | Франція                | 2:2                    | 0                      | товариський матч       |
| 1958                   |                        |                        |                        |                        |                        |                        |
| 6.                     | 06.12.1959             | Сан-Паулу, Бразилія    | Бразилія               | 1:3                    | 0                      | товариський матч       |
| 1960                   |                        |                        |                        |                        |                        |                        |
| 7.                     | 10.07.1960             | Софія, Болгарія        | НДР                    | 2:0                    | 1                      | товариський матч       |
| 8.                     | 26.08.1960             | Гроссето, Італія       | Туреччина              | 3:0                    | 1                      | ОІ 1960                |
| 9.                     | 01.09.1960             | Рим, Італія            | Югославія              | 3:3                    | 0                      | ОІ 1960                |
| 10.                    | 27.11.1960             | Софія, Болгарія        | Туреччина              | 2:1                    | 1                      | товариський матч       |
| 11.                    | 11.12.1960             | Париж, Франція         | Франція                | 0:3                    | 0                      | Відбір на ЧС-1962      |
| 1961                   |                        |                        |                        |                        |                        |                        |
| 12.                    | 16.06.1961             | Гельсінкі, Фінляндія   | Фінляндія              | 2:0                    | 1                      | Відбір на ЧС-1962      |
| 13.                    | 29.10.1961             | Софія, Болгарія        | Фінляндія              | 3:1                    | 0                      | Відбір на ЧС-1962      |
| 14.                    | 12.11.1961             | Софія, Болгарія        | Франція                | 1:0                    | 1                      | Відбір на ЧС-1962      |
| 15.                    | 16.12.1961             | Мілан, Італія          | Франція                | 1:0                    | 0                      | Відбір на ЧС-1962      |
| 16.                    | 24.12.1961             | Брюссель, Бельгія      | Бельгія                | 0:4                    | 0                      | товариський матч       |
| 1962                   |                        |                        |                        |                        |                        |                        |
| 17.                    | 06.05.1962             | Відень, Австрія        | Австрія                | 0:2                    | 0                      | товариський матч       |
| 18.                    | 30.05.1962             | Ранкагуа, Перу         | Аргентина              | 0:1                    | 0                      | ЧС-1962                |
| 19.                    | 30.09.1962             | Софія, Болгарія        | Польща                 | 2:1                    | 0                      | товариський матч       |
| 20.                    | 07.11.1962             | Софія, Болгарія        | Португалія             | 3:1                    | 0                      | Відбір на Євро-1964    |
| 21.                    | 25.11.1962             | Софія, Болгарія        | Австрія                | 1:1                    | 0                      | товариський матч       |
| 22.                    | 16.12.1962             | Лісабон, Португалія    | Португалія             | 1:3                    | 1                      | Відбір на Євро-1964    |
| 1963                   |                        |                        |                        |                        |                        |                        |
| 23.                    | 06.01.1963             | Алжир, Алжир           | Алжир                  | 1:2                    | 0                      | товариський матч       |
| 24.                    | 23.01.1963             | Рим, Італія            | Португалія             | 1:0                    | 0                      | Відбір на Євро-1964    |

24 березня 1974 року на 38-му році життя Ілієв загинув в автокатастрофі.

## Досягнення

### Командні
- Чемпіон Болгарії (2): 1964–65, 1967–68
- Володар Кубка Болгарії (4): 1956, 1957, 1958–59, 1966–67

### Індивідуальні
- Найкращий бомбардир чемпіонату Болгарії: 1957 (14 голів)